# Keigo Okawa
Keigo Okawa (em japonês:  大川 慶悟, Okawa Keigo; 11 de março de 1990) é um jogador de polo aquático japonês.

## Carreira
Okawa integrou a Seleção Japonesa de Polo Aquático que ficou em décimo segundo lugar nos Jogos Olímpicos de 2016.